# Farim
Farim egy város észak Bissau-Guineában. A Farim folyó északi partján fekszik, nagyjából 135 km-re a Cacheu folyótól. Lakossága 6405 fő volt 2008-ban.

## Történet
Farim városát 1641-ben alapították, az elnevezést a Farim társadalmi címről kapta, ami a mandinkákra vonatkozott. A mandinkák és a szoninkék a várost Tubabodaga-nak hívták, ami az ő nyelvükön annyit tesz, hogy 'a fehérek falva'. Jó helyezkedő volt járásként, mióta a folyó folyamatosan hajózhatóvá vált a vitorlás hajóknak köszönhetően.
Farim várőrséggé vált 1696. november 10-én egy előrebocsátott harc miatt Canicóhoz közel. 1897 és 1902 között Oióhoz tartozva ismét egy üzemeltetett bázis volt. Farim komoly fejlődésbe kezdett az 1910-es évektől kezdve, több mint húsz erős kereskedéssel, és egy vilával (várossal) 1918-ban. A város centro comercial-lá vált 1925-ben, és beáramlást kísérletezett libanoni és szíriai árusokkal, mogyoróval és farönkkel jutalmazva őket.

## Testvérvárosok
Aveiro, Portugália

## Fordítás
- Ez a szócikk részben vagy egészben  a   Farim című angol Wikipédia-szócikk fordításán alapul.  Az eredeti cikk szerkesztőit annak laptörténete sorolja fel. Ez a jelzés csupán a megfogalmazás eredetét és a szerzői jogokat jelzi, nem szolgál a cikkben szereplő információk forrásmegjelöléseként.